# Boheemse kampioenschappen schaatsen allround
De Boheemse kampioenschappen schaatsen allround was een open schaatstoernooi dat in het voormalige koninkrijk Bohemen enkele malen verreden werd.

## Mannen
| Seizoen | Datum    | Plaats     | Goud            | Zilver              | Brons          |
| ------- | -------- | ---------- | --------------- | ------------------- | -------------- |
| 1889    | Praag    | 20-01-1889 | Josef Hagen     | Aleksandr Pansjin   | Rudolf Gabriel |
| 1904    | Liberec  | 03-01-1904 | Anton Marischka | Karl Martin         | Emil Mitter    |
| 1906    | Jablonec | 21-01-1906 | Anton Marischka | Richard Hillebrandt | Franz Adolph   |

 Argentinië · 
 België · 
 Bohemen · 
 Canada · 
 China · 
 DDR · 
 Duitsland (mannen) - (vrouwen) · 
 Estland · 
 Finland · 
 Frankrijk · 
 Hongarije · 
 IJsland · 
 Italië · 
 Japan · 
 Kazachstan · 
 Mongolië · 
 Nederland (mannen) - (vrouwen) · 
 Nieuw-Zeeland ·
 Noorwegen (mannen) - (vrouwen) · 
 Oekraïne · 
 Oostenrijk · 
 Polen · 
 Roemenië · 
 Rusland · 
 Tsjechië · 
 Verenigde Staten · 
 Wit-Rusland · 
 Zuid-Korea · 
 Zweden · 
 Zwitserland